# Trapania luquei
Trapania luquei is een slakkensoort uit de familie van de Goniodorididae. De wetenschappelijke naam van de soort is voor het eerst geldig gepubliceerd in 1989 door Ortea.